# Verschreibungspflicht

℞-Symbol (als Unicode-Zeichen) für verschreibungspflichtige Arzneimittel (Abbreviatur von ; auch Rx geschrieben)

Die Verschreibungspflicht (Deutschland, Schweiz und Südtirol) oder Rezeptpflicht (Österreich, umgangssprachlich auch in Deutschland und der Schweiz) ist eine Verkaufsabgrenzung für Arzneimittel und Medizinprodukte und zählt zu den Routinemaßnahmen der Pharmakovigilanz.
Der Verschreibungspflicht unterliegende Mittel dürfen nur gegen Vorlage einer ärztlichen, zahnärztlichen oder tierärztlichen Verschreibung (Rezept) abgegeben werden. Dadurch sollen Patienten vor unmäßigen Nebenwirkungen durch die Arzneimittelanwendung geschützt werden. Insbesondere bei neuen Arzneimitteln sind die Nebenwirkungen in der Regel noch nicht vollständig bekannt; seltene Nebenwirkungen eines Medikaments können nur durch breite Verwendung erkannt werden. Auch soll der Missbrauch von Arzneimitteln verhindert werden.
Verschreibungspflichtige Arzneimittel werden auch Rx-Arzneimittel genannt. Arzneimittel, die ohne Verschreibung abgegeben werden dürfen, werden umgangssprachlich auch als rezeptfrei bezeichnet (siehe OTC-Arzneimittel).

## Deutschland
Arzneimittel, die bestimmte Arzneistoffe gemäß Arzneimittelverschreibungsverordnung (AMVV) enthalten, und Arzneimittel für Tiere, die der Lebensmittelgewinnung dienen, dürfen nur auf Vorlage einer ärztlichen, zahnärztlichen oder tierärztlichen Verschreibung abgegeben werden. Rechtliche Grundlage dazu ist die das Marktverhalten regelnde Bestimmung des § 48 Arzneimittelgesetz (AMG). Die Abgabe verschreibungspflichtiger Arzneimittel ohne Rezept kann zudem einen Wettbewerbsverstoß gem. § 4 UWG a.F. darstellen. Eine Ausnahme dazu ist gemäß § 4 Abs. 2 AMVV der ärztliche Eigenbedarf, durch den Ärzte ohne schriftliches oder elektronisches Rezept Medikamente erwerben dürfen. Das gilt allerdings nicht für Betäubungsmittel.
Die Abgabe erfolgt bis auf entsprechend geregelte Ausnahmen durch Apotheken (Apothekenmonopol).
Im Bundesinstitut für Arzneimittel und Medizinprodukte (BfArM) tagt  zwei Mal jährlich ein Sachverständigenausschuss für Verschreibungspflicht. Er beschließt Empfehlungen zu Anträgen auf Entlassung aus oder Unterstellung unter die Verschreibungspflicht (switch/re-switch).
In Deutschland sind verschreibungspflichtige Medikamente auf der Packung mit der Angabe Verschreibungspflichtig gekennzeichnet. Seit März 2020 ist die Mehrfachverordnung auf einem Rezept (bis viermal innerhalb eines Jahres) möglich, wird jedoch noch nicht praktiziert.
Seit dem 1. Januar 2004 ist die Verschreibungspflicht auch weitgehend identisch mit der Erstattungsfähigkeit von Arzneimitteln durch die gesetzliche Krankenversicherung.  Ausnahmen davon sind die in der OTC-Übersicht des Gemeinsamen Bundesausschusses (G-BA) aufgeführten Arzneimittel.
Die Medizinprodukte-Abgabeverordnung (Verordnung zur Regelung der Abgabe von Medizinprodukten, MPAV) enthält in der Anlage die Medizinprodukte, die nur auf Verschreibung abgegeben werden dürfen.
Das Kürzel RxVV steht für das Versandhandelsverbot für rezeptpflichtige Medikamente. Ein RxVV wird von einem Teil der deutschen Apothekerschaft gefordert, die sich damit  gegen die Folgen des EuGH-Urteils vom Oktober 2016 richtet. Es hatte geurteilt, dass die Preisbindung für rezeptpflichtige Arzneimittel nicht für ausländische Versender gelte. Darin wird eine Wettbewerbsungleichheit gesehen zwischen den inländischen inhabergeführten Apotheken und ausländischen Versendern, hinter denen auch Kapitalgesellschaften stehen können.
Zur Verordnung rezeptpflichtiger Medikamente kommen in Deutschland verschiedene Rezeptformulare zur Anwendung, abhängig von Erstattungsfähigkeit (private/gesetzliche Krankenversicherung) und davon, ob die verordneten Medikamente  ggf. amtliche Formularvordrucke (Betäubungsmittelrezept, T-Rezept) erfordern.

## Österreich
Das österreichische Rezeptpflichtgesetz bestimmt, dass alle Arzneimittel, die auch bei bestimmungsgemäßem Gebrauch das Leben oder die Gesundheit von Menschen oder Tieren gefährden können, der Verschreibungspflicht unterliegen, wenn sie ohne ärztliche oder tierärztliche Überwachung angewendet werden. Damit wird die Rezeptpflicht in Österreich eher streng gehandhabt; alle Medikamente, die auch nur in den seltensten Fällen gefährliche Neben- oder Wechselwirkungen haben könnten, unterliegen der Rezeptpflicht. In der Praxis betrifft dies mehr als 80 % der für den Menschen bestimmten Arzneien, so dass in Österreich der Anteil der Selbstmedikation eher gering ist. Allerdings kann der Apotheker in begründeten Fällen kraft eigener Kompetenz ein rezeptpflichtiges Medikament ausnahmsweise abgeben.
§ 4 Absatz 5 Rezeptpflichtgesetz lautet: Der Apotheker ist berechtigt, in besonderen Notfällen Arzneimittel auch ohne Vorliegen eines Rezeptes abzugeben; jedoch nur in der kleinsten im Handel erhältlichen Packung.

## Schweiz
Verschreibungspflichtig sind Arzneimittel der Abgabekategorien A und B. In der Kategorie B ist auch eine mehrmalige Abgabe des verschriebenen Medikaments möglich, sofern dies vom Arzt entsprechend auf dem Rezept vermerkt wurde. Die Festlegung der Verschreibungspflicht erfolgt durch die Swissmedic.

## Frankreich
In Frankreich sind Medikamente, die nur auf Rezept abgegeben werden dürfen (französisch prescription obligatoire), in den Listen I und II zusammengefasst. Medikamente nach Liste I dürfen nur einmalig abgegeben werden, es sei denn, der Arzt hat ausdrücklich angegeben, wie oft das Medikament auf dasselbe Rezept an dieselbe Person abgegeben werden darf. Manche Medikamente nach Liste I können weiteren Beschränkungen unterliegen. Sie sind z. B. nur zur Anwendung durch Krankenhauspersonal oder nur zur erstmaligen Verabfolgung im Krankenhaus zugelassen. Weiterhin gibt es Medikamente nach Liste I, die nur zur Verwendung durch bestimmte Spezialisten oder unter besonderer Überwachung zugelassen sind.
Medikamente nach Liste II dürfen innerhalb von maximal 12 Monaten mehrfach an denselben Empfänger abgegeben werden, jedoch nur in einer üblichen Menge, die jeweils für eine monatliche Behandlung notwendig ist.
Medikamente, die Betäubungsmittel enthalten, dürfen nur auf einem speziellen, nummerierten, fälschungssicheren Rezept verordnet werden. Darauf muss auch die maximale Dauer der Behandlung mit 7, 14 oder 28 Tagen angegeben werden.